# Michal Grošek
Michal Grošek (né le 1er juin 1975 à Vyškov en Tchécoslovaquie) est un joueur professionnel tchèque de hockey sur glace devenu entraîneur.

## Carrière de joueur
En 1992, il débute avec le HC Zlín dans l'Extraliga. Il est choisi au cours du repêchage d'entrée 1993 dans la Ligue nationale de hockey par les Jets de Winnipeg en 6e ronde en 145e position. Il part en Amérique du Nord et joue ses premiers matchs avec les Jets de Winnipeg. Le 10 mars 2000, il est échangé aux Sabres de Buffalo en retour de Jean-Pierre Dumont et Doug Gilmour. Il a par la suite porté les couleurs des Blackhawks de Chicago, des Rangers de New York et des Bruins de Boston. En 2004, il revient en Europe et signe en Suisse. Il met un terme à sa carrière en 2008.

## Statistiques
Pour les significations des abréviations, voir Statistiques du hockey sur glace.

### En club
| Saison     | Équipe                 | Ligue       |     | Saison régulière | Saison régulière | Saison régulière | Saison régulière | Saison régulière |    | Séries éliminatoires | Séries éliminatoires | Séries éliminatoires | Séries éliminatoires | Séries éliminatoires |
| Saison     | Équipe                 | Ligue       | PJ  | B                | A                | Pts              | Pun              | PJ               | B  | A                    | Pts                  | Pun                  |                      |                      |
| 1992-1993  | HC Zlín                | Extraliga   | 18  | 1                | 3                | 4                | 0                |                  |    |                      |                      |                      |                      |                      |
| 1993-1994  | Rockets de Tacoma      | LHOu        | 30  | 25               | 20               | 45               | 106              | 7                | 2  | 2                    | 4                    | 30                   |                      |                      |
| 1993-1994  | Hawks de Moncton       | LAH         | 20  | 1                | 2                | 3                | 47               | 2                | 0  | 0                    | 0                    | 0                    |                      |                      |
| 1993-1994  | Jets de Winnipeg       | LNH         | 3   | 1                | 0                | 1                | 0                | --               | -- | --                   | --                   | --                   |                      |                      |
| 1994-1995  | Falcons de Springfield | LAH         | 45  | 10               | 22               | 32               | 98               | --               | -- | --                   | --                   | --                   |                      |                      |
| 1994-1995  | Jets de Winnipeg       | LNH         | 24  | 2                | 2                | 4                | 21               | --               | -- | --                   | --                   | --                   |                      |                      |
| 1995-1996  | Falcons de Springfield | LAH         | 39  | 16               | 19               | 35               | 68               | --               | -- | --                   | --                   | --                   |                      |                      |
| 1995-1996  | Jets de Winnipeg       | LNH         | 1   | 0                | 0                | 0                | 0                | --               | -- | --                   | --                   | --                   |                      |                      |
| 1995-1996  | Sabres de Buffalo      | LNH         | 22  | 6                | 4                | 10               | 31               | --               | -- | --                   | --                   | --                   |                      |                      |
| 1996-1997  | Sabres de Buffalo      | LNH         | 82  | 15               | 21               | 36               | 71               | 12               | 3  | 3                    | 6                    | 8                    |                      |                      |
| 1997-1998  | Sabres de Buffalo      | LNH         | 67  | 10               | 20               | 30               | 60               | 15               | 6  | 4                    | 10                   | 28                   |                      |                      |
| 1998-1999  | Sabres de Buffalo      | LNH         | 76  | 20               | 30               | 50               | 102              | 13               | 0  | 4                    | 4                    | 28                   |                      |                      |
| 1999-2000  | Sabres de Buffalo      | LNH         | 61  | 11               | 23               | 34               | 35               | --               | -- | --                   | --                   | --                   |                      |                      |
| 1999-2000  | Blackhawks de Chicago  | LNH         | 14  | 2                | 4                | 6                | 12               | --               | -- | --                   | --                   | --                   |                      |                      |
| 2000-2001  | Wolf Pack de Hartford  | LAH         | 12  | 8                | 7                | 15               | 12               | --               | -- | --                   | --                   | --                   |                      |                      |
| 2000-2001  | Rangers de New York    | LNH         | 65  | 9                | 11               | 20               | 61               | --               | -- | --                   | --                   | --                   |                      |                      |
| 2001-2002  | Wolf Pack de Hartford  | LAH         | 48  | 14               | 30               | 44               | 167              | --               | -- | --                   | --                   | --                   |                      |                      |
| 2001-2002  | Rangers de New York    | LNH         | 15  | 3                | 2                | 5                | 12               | --               | -- | --                   | --                   | --                   |                      |                      |
| 2002-2003  | Bruins de Boston       | LNH         | 63  | 2                | 18               | 20               | 71               | 5                | 0  | 0                    | 0                    | 13                   |                      |                      |
| 2003-2004  | Bruins de Boston       | LNH         | 33  | 3                | 2                | 5                | 33               | --               | -- | --                   | --                   | --                   |                      |                      |
| 2004-2005  | Genève-Servette        | LNA         | 41  | 15               | 21               | 36               | 141              | --               | -- | --                   | --                   | --                   |                      |                      |
| 2005-2006  | Genève-Servette        | LNA         | 17  | 9                | 3                | 12               | 99               | --               | -- | --                   | --                   | --                   |                      |                      |
| 2005-2006  | SKA Saint-Pétersbourg  | Superliga   | 13  | 3                | 0                | 3                | 36               | --               | -- | --                   | --                   | --                   |                      |                      |
| 2006-2007  | Genève-Servette        | LNA         | 1   | 0                | 0                | 0                | 2                |                  |    |                      |                      |                      |                      |                      |
| 2006-2007  | HC Fribourg-Gottéron   | LNA         | 5   | 1                | 3                | 4                | 16               |                  |    |                      |                      |                      |                      |                      |
| 2006-2007  | EV Zoug                | LNA         | 30  | 14               | 20               | 34               | 68               |                  |    |                      |                      |                      |                      |                      |
| 2007-2008  | Leksands IF            | Allsvenskan | 10  | 3                | 6                | 9                | 37               |                  |    |                      |                      |                      |                      |                      |
| 2007-2008  | EV Zoug                | LNA         | 39  | 12               | 12               | 24               | 60               |                  |    |                      |                      |                      |                      |                      |
| Totaux LNH | Totaux LNH             | Totaux LNH  | 526 | 84               | 137              | 221              | 509              | 45               | 9  | 11                   | 20                   | 77                   |                      |                      |